# 堆拉乌头
堆拉乌头（学名：Aconitum tangense）为毛茛科乌头属下的一个种。

## 扩展阅读
- 維基物種上的相關：堆拉乌头